# Ozarba corniculans
Ozarba corniculans är en fjärilsart som beskrevs av Hans Daniel Johan Wallengren 1860. Ozarba corniculans ingår i släktet Ozarba och familjen nattflyn. Inga underarter finns listade i Catalogue of Life.